# Wereldkampioenschap voetbal 2006 (Groep F) Japan - Brazilië
Deze pagina is een subpagina van het artikel Wereldkampioenschap voetbal 2006. Hierin wordt de wedstrijd in de groepsfase in groep F tussen  Japan en  Brazilië gespeeld op 22 juni 2006 nader uitgelicht.

## Voorbeschouwing
- Ronaldo krijgt ondanks alle kritiek toch weer een kans bij Brazilië. Bondscoach Parreira heeft wel vijf andere wijzigingen aangebracht. Aanvoerder Cafu en oudgediende Roberto Carlos maken als rechts- en linksback plaats voor Cicinho en Gilberto. Juninho en Gilberto Silva spelen op het middenveld voor Emerson en Zé Roberto en Robinho staat in plaats van Adriano naast Ronaldo.
- Bij Japan is aanvoerder Miyamoto geschorst. Nakazawa neemt de aanvoerdersband over en Tsuboi speelt op diens plaats in de defensie. Voorin heeft de Braziliaanse coach Zico drie wijzigingen aangebracht. Inamoto, Tamada en Maki spelen voor Fukunishi, Takahara en Yanagisawa.
- Brazilië is al zeker van de tweede ronde en is bij een gelijkspel groepswinnaar. Japan heeft nog een kleine kans. Winst is geboden, maar de ploeg heeft ook de hulp van Kroatië nodig. Als Australië de andere wedstrijd wint, is Japan sowieso uitgeschakeld.
- Aanvoerder Cafu van Brazilië heeft 18 WK-duels gespeeld. Daarmee heeft hij samen met Dunga en Cláudio Tafarel het Braziliaans record in handen. Hij wordt vanwege zijn gele kaart tegen Australië echter gespaard voor het duel met Japan en moet dus nog even wachten voor hij het record alleen in handen heeft.
- Ronaldo speelt zijn 17de opeenvolgende WK-duel. Zoveel opeenvolgende WK-wedstrijden speelde geen van de aanwezige spelers op het huidige WK. Het record is met 23 in handen van de Italiaan Paolo Maldini.
- De winnaar van Groep F speelt in de volgende ronde tegen Ghana, de nummer twee treft Italië.

## Wedstrijdgegevens
| Datum                | 22 juni 2006                  | 22 juni 2006                  |
| Stadion              | Signal Iduna Park, Dortmund   | Signal Iduna Park, Dortmund   |
| Toeschouwers         | 65.000                        | 65.000                        |
| Scheidsrechter       | Eric Poulat                   | Eric Poulat                   |
| Assistenten          | Lionel Dagorne Vincent Texier | Lionel Dagorne Vincent Texier |
| Vierde man           | Jerome Damon                  | Jerome Damon                  |
| Man van de wedstrijd | Ronaldo                       | Ronaldo                       |
|                      | Japan                         | Brazilië                      |
| Doelpunten           | 1                             | 4                             |
| Gele kaarten         | 1                             | 1                             |
| Rode kaarten         | 0                             | 0                             |
| Wissels              | 3                             | 3                             |
| Schoten op doel      | 9                             | 21                            |
| Schoten naast doel   | 0                             | 0                             |
| Overtredingen        | 5                             | 4                             |
| Hoekschoppen         | 3                             | 11                            |
| Buitenspel           | 4                             | 0                             |
| Strafschoppen        | 0                             | 0                             |
| Balbezit (tijd)      | 00'00"                        | 00'00"                        |
| Balbezit (%)         | 40%                           | 60%                           |

| Japan | 1 – 4           | Brazilië |
| Keji Tamada 34' | goals (assists) | 45+1' Ronaldo 53' Juninho Pernambucano 59' Gilberto 81' Ronaldo                                                  |
| Zico | bondscoach      | Carlos Alberto Parreira                                                                                          |
| Yoshikatsu Kawaguchi Alessandro Santos Keisuke Tsuboi Kaji Akira Yuji Nakazawa Hidetoshi Nakata Mitsuo Ogasawara 56' Shunsuke Nakamura Junichi Inamoto Seiichiro Maki 60' Keji Tamada | opstellingen    | 82' Dida Cicinho Lúcio Juan Gilberto Juninho Pernambucano 71' Kaká Gilberto Silva 71' Ronaldinho Ronaldo Robinho |
| Koji Nakata 56' Naohiro Takahara 60' 66' Masashi Oguro 66' | wissels         | 71' Zé Roberto 71' Ricardinho 82' Rogerio Ceni                                                                   |
| Kaji Akira 40' | gele kaarten    | 44' Gilberto |
| | rode kaarten    | |

## Nabeschouwing
- Het Japanse doelpunt maakte een eind aan 461 WK-minuten van Brazilië zonder tegendoelpunt. Dat is een Braziliaans record. Italië heeft met 517 minuten het absolute record.
- Ronaldo mag zichzelf topscorer aller tijden op het WK noemen. Hij moet alleen Gerd Müller nog naast zich dulden.

## Overzicht van wedstrijden
| Groepswedstrijden | | | |
| Groep A | Groep B | Groep C | Groep D |
| Duitsland - Costa Rica Polen - Ecuador Duitsland - Polen Ecuador - Costa Rica Ecuador - Duitsland Costa Rica - Polen             | Engeland - Paraguay Trinidad en Tobago - Zweden Engeland - Trinidad en Tobago Zweden - Paraguay Zweden - Engeland Paraguay - Trinidad en Tobago | Argentinië - Ivoorkust Servië en Montenegro - Nederland Argentinië - Servië en Montenegro Nederland - Ivoorkust Nederland - Argentinië Ivoorkust - Servië en Montenegro | Mexico - Iran Angola - Portugal Mexico - Angola Portugal - Iran Portugal - Mexico Iran - Angola                               |
| Groep E | Groep F | Groep G | Groep H |
| Italië - Ghana Verenigde Staten - Tsjechië Italië - Verenigde Staten Tsjechië - Ghana Tsjechië - Italië Ghana - Verenigde Staten | Australië - Japan Brazilië - Kroatië Brazilië - Australië Japan - Kroatië Japan - Brazilië Kroatië - Australië                                  | Frankrijk - Zwitserland Zuid-Korea - Togo Frankrijk - Zuid-Korea Togo - Zwitserland Togo - Frankrijk Zwitserland - Zuid-Korea                                           | Spanje - Oekraïne Tunesië - Saoedi-Arabië Spanje - Tunesië Saoedi-Arabië - Oekraïne Saoedi-Arabië - Spanje Oekraïne - Tunesië |
| Achtste finales | | | |
| Duitsland - Zweden Argentinië - Mexico                                                                                           | Italië - Australië Zwitserland - Oekraïne | Engeland - Ecuador Portugal - Nederland | Brazilië - Ghana Spanje - Frankrijk                                                                                           |
| Kwartfinales | | | |
| Duitsland - Argentinië | Italië - Oekraïne | Engeland - Portugal | Brazilië - Frankrijk |
| Halve finales | | | |
| Duitsland - Italië | Duitsland - Italië | Portugal - Frankrijk | Portugal - Frankrijk |
| Troostfinale | | | |
| Duitsland - Portugal | | | |
| Finale | | | |
| Italië - Frankrijk | | | |